# Saul Černihovski
Saul Gutmanovič Černihovski (hebrejski: שאול טשרניחובסקי, ruski: Саул Гутманович Черниховский) (Mihajlivka, 20. kolovoza 1875.  – Jeruzalem, 14. listopada 1943.) bio je židovski književnik. Smatra se jednim od velikih pjesnika na hebrejskom jeziku, poistovjećenih s poezijom prirode, a kao pjesnik pod velikim utjecajem kulture antičke Grčke.

## Životopis
Černihovski je rođen 20. kolovoza 1875. u selu Mihajlivka, u Ukrajini. Pohađao je modernu židovsku osnovnu školu i sa deset godina prešao u sekularnu rusku školu. Od 1899. do 1906. studirao je medicinu na Sveučilištu u Heidelberg, a studije medicine završio je u Lausanne. Od tada je svoje aktivnosti kao ljekara miješao sa svojim aktivnostima pjesnika. Prve pjesme objavio je u Odessi gdje je studirao od 1890. do 1892. i postao aktivan u cionističkom krugovima. Nakon završetka studija vratio se u Ukrajinu na praksu u Kharkiv i Kijev. U Prvom svjetskom ratu služio je kao vojni ljekar u Minsku i Sankt Peterburgu.
Njegova prva objavljena pjesma bila je "U mom snu". U poeziji ovog pjesnika postoji spoj uticaja židovske kulturne baštine i svjetske kulturne baštine. Piše o hebrejskim temama kao u "In Endoru", pjesmi o kralju Saulu. Saul dolazi kod vještice iz Endora, koja dramatično opisuje Saulovo stanje na kraju njegovog života. Posebno poistovjetio sa likom Saula, možda zbog sopstvenog imena. On dalje u pjesmi opisuje tragični pad Saula i njegovih sinova na planini Gilboa. Nasuprot tome, u pjesmi "Pred kipom Apolona" pjesnik dokazuje svoju sklonost grčkoj kulturi, poistovjećujući se s ljepotom koju ona predstavlja, čak joj se klanjajući.
Kao hebrejski pjesnik najviše se poistovećuje sa sonetom. U hebrejski jezik je uveo "krunu soneta" (hebrejski: כליל סונטות) kao "sonet" izgrađen od petnaest soneta u kojem se završni sonet sastoji od prvih redova ostalih četrnaest soneta. Svaka njegova kruna soneta bavi se određenom temom. Pred kraj života komponovao je neke pjesme koje su usredsređene na slike iz njegovog djetinjstva. Ove pjesme mnogi smatraju njegovim najsjajnijim poetskim djelima. Neki čak vjeruju da one služe kao primjer i uzor za sve idile koje su napisane na hebrejskom jeziku. 
Mnoge njegove pjesme uglazbili su najbolji židovski popularni kompozitori, kao što su Yoel Angel i Nahum Nardi. Kantautori su takođe uglazbili njegove tekstove, kao što je Shlomo Artzi uradio za "Oni kažu da postoji zemlja" (אומרים ישנה ארץ), što je dobro poznato u postavkama Joela Engela i Mikija Gavrielova. 
Bio je također poznat kao vješt prevoditelj. Njegov prijevod Homerove Ilijade i Odiseje zaslužuje posebno priznanje. Prevodio je i Sofokla, Horacija, Shakespearea, Molièrea, Puškina, Goethea, Heinea, Byrona, Shelleya, Kalevalu, ep o Gilgamešu, islandsku Edu itd. Bio je aktivan u organizacijama pisaca i član Komiteta za hebrejski jezik. Bio je i urednik hebrejskog terminološkog priručnika za medicinu i prirodne znanosti. 
Od 1925. do 1932. Černihovski je bio jedan od urednika lista Hatekufa. Također je uređivao rubriku o medicini u hebrejskoj enciklopediji Eshkol. Od 1929. do 1930. boravio je u Americi. Godine 1931. emigrirao je u Palestinu, koja je u tom vremenu bila po britanskom upravo. Tamo se je trajno nastanio. Radio je kao liječnik Hebrejske srednje škole Herzliya u Tel Avivu. U kasnijim godinama radio je kao ljekar u školama u Tel Avivu.
Bio je oženjen ruskom kršćanskom, Melanijom Karlovom. Odupirao se svim zahtjevima sunarodnika Židova u Palestini da ona pređe na judaizam. Černihovski i Karlova imali su zajedničku ćerku Izoldu.
Saul Černihovski je preminuo u Jeruzalemu 14. listopada 1943. godine. 

## Vanjske povezice
- Nacionalna knjižnica Izraela website about Tchernichovsky (na hebrejskom jeziku)
- Tchernichovsky's complete works (na hebrejskom jeziku)